# Vintervägssjön, Västmanland
Vintervägssjön är en sjö i Sala kommun i Västmanlands län och ingår i Dalälvens huvudavrinningsområde.